# MODAISTA
MODAISTA（モダイスタ）は、J-WAVEで放送されていたラジオ番組。2005年4月2日に放送開始。ナビゲーターはアンドレア・ポンピリオ。ポンピリオやスタッフが注目する、世界中の話題の人物や最新トレンドについて紹介、取材やインタビューを通じて得た感覚をそのまま伝える。時には海外から生放送も(下記WORLD WALK EDITIONの項を参照)。
前身の「MONDO! WELT! WORLD!」（2000年4月 - 2005年3月、11:30 - 15:00。ナビゲーター南美布）を一部引き継ぐ形で放送。放送時間は12:00 - 15:00。2007年9月までは11時開始の4時間番組だったが、福ノ上達也担当のコーナーを廃止した（広告枠を『RADIO DONUTS』に移譲する形）。

## 主な内容
土曜昼間のワイド番組であり、中に4つの番組を内包する。さらにその中に幾つかのコーナーが用意されている。なお、いかの番組の放送開始・終了時刻は大まかな目安であり、必ずしもぴったりに始まるわけではない。

### MEET THE WORLD
- 12:10 - 12:40
- トレンド情報を中心に紹介。アンディのリポートも。

2005年4月から2006年3月まではMINI MEETS THE WORLDとしてMINIが提供。
2006年10月から2006年12月まではBEYES MEET THE WORLDとしてBEYESが提供。
このときにウェブサイトがリニューアル。
2007年6月はMercedes-Benz C class MEET THE WORLDとしてダイムラー・クライスラー日本が提供。
現在はJALの提供で、提供クレジットも飛行関連の音でコーナーの特性と提供の種類とが合っている。
WORLD WIDE MUSIC
- 特定の国や都市をピックアップし、そこで注目されている楽曲を紹介。現地ラジオ局の選曲、ということも。

### SOUNDS & CITIES
- 13:00 - 13:30　（2007年4月～2010年3月は13:00-13:40で、提供は三井不動産レジデンシャルであった。）

SOUND OF NOW
- 特定の国や都市の現地ラジオ局のDJによるノンストップミュージックゾーン。

CITY TALKS
- 特定の国や都市にスポットを当て、国際電話を繋ぐ。

（過去のコーナー：2007年4月～2010年3月）
CUSTOM RADIO SHOWS
- 特定の国や都市の現地ラジオ局のDJによるラジオ番組。

### T-STYLE CAFE
- 14:00 - 14:40
- 三つの“T”（今に息づく伝統tradition、卓越した技術technique、そして今をリードするtrend）をキーワードに、時代に求められるコンテンポラリーな感性を探る番組。
- 2009年3月までのタイムテーブル上はSUNTORYの提供表示となっているが、実際のオンエアでは提クレ読みは“IYEMON CHA”であった。同年4月より番組タイトルが“SUNTORY T-STYLE CAFE”から“IYEMON T-STYLE CAFE”に変更された。2010年4月より提供なし。
- 上記の理由から、年に数回、伊右衛門に関係する情報（京都でのお茶会、IYEMON SALON KYOTO、海外進出など）が取上げられ、深掘りされることがある。
- 提供スポンサーであるサントリーへの配慮からか、伊右衛門ではない製品を取上げたこともある（サントリーが発売している高級烏龍茶「大紅袍」、缶コーヒー「BOSS」の話題など）。
- 前番組のTOSHIBA FUTURE LOUNGEのFUTURE TOPICSを40分に拡大したような番組構成。
- 2009年5月2日に放送された『A taste of mid Spring KYOTO』の放送が、2週遅れの5月16日に独立局のα-STATIONでオンエアされた。なおその際には、導入の部分やCMが一部差替えられている。

## WORLD WALK EDITION
年数回、番組が行っている企画。特定の都市を取り上げ、アンディが地元のラジオ局から生放送。徹底的にその土地にこだわった取材を中心に放送する。（福ノ上は東京のJ-WAVEスタジオから放送）
1. シンガポール - 2005年5月21日放送
2. バルセロナ - 2005年6月18日放送
3. スイス - 2005年7月9日放送（モントルー・ジャズフェスティバルにあわせて、放送はローザンヌから）
4. ラスベガス - 2005年10月1日放送
5. シドニー - 2006年1月14日放送（日豪交流年にちなみ）
6. ミラノ - 2006年4月8日放送（1年越しのミラノ・サローネ取材）
7. バンコク - 2006年5月20日放送
8. トスカーナ - 2006年7月15日放送（放送はフィレンツェから）
9. ミラノ - 2007年4月21日放送（ミラノ・サローネ第2弾）
10. ロンドン - 2007年12月8日放送（BBCから放送）
11. ニューヨーク - 2008年8月9日放送

## 過去のコーナー

### KIRINHYOKETSU#1 AVENUE
- (2004年4月-2006年3月)12:00 - 12:40
- ナビゲーターは福ノ上達也。前番組の「MONDO! WELT! WORLD!」時代から続き、2004年4月から2006年3月まで放送。キリンビール提供。
- 「#1」は「ナンバー・ワン」の意味。世界のエンターテイメント情報や世界各地のチャートの第1位曲を紹介。
- 番組中に、世界のちょっと意外な話題をテーマに三択のクイズを出題、聴取者から解答を募って当選者にプレゼントがあった。

### dunhill motorities THE COOL COLLECTIVE
- (2006年4月-2006年9月)12:00 - 12:40
- この番組のみナビゲーターが福ノ上達也に変わる。エンターテインメントや人物をCOOLをキーワードに伝える。ダンヒル提供。

COOL FROM THE WORLD
- 1週間の海外のエンターテインメントニュース、トピックスを紹介。

CAFE / THE FINEST
- 「The Finest = 人生を極めた偉人」へのインタビュー。

### au SATURDAY JAY CRUISE
- (2006年10月-2007年9月)12:00 - 12:40
- この番組のみナビゲーターが福ノ上達也に変わる。KDDI提供。これまで番組全体を通して洋楽主体であったのが、この番組の開始により邦楽が流れるようになる。

### au GLOBAL GROOVES
- (2005年4月-2006年9月) 13:00 - 13:40
- 世界各地の最新音楽情報を中心に放送。au提供。
- 「MONDO! WELT! WORLD!」時代のKDDI GLOBAL GROOVESを引き継ぐ形で、内容は少しリニューアルされた。

番組自体は2003年4月スタートし、KDDI GLOBAL GROOVESでは、PIONEER FUTURE TRAXの内容を引き継いでいたのに対し、au GLOBAL GROOVESになってからは、「MONDO! WELT! WORLD!」時代のMITSUBISHI MOTORS HEART BEAT ROADやTOSHIBA FUTURE LOUNGEの14時台のノンストップミックスの枠をこの時間帯に移した形となった。
MASTER MIX
- クラブやラジオDJによる番組オリジナルミックス。ちなみに第1回はテイ・トウワ

### SOUNDS OF EXCLUSIVE
- (2006年10月-2007年3月) 13:00-13:40

MASTER MIX
au GLOBAL GROOVESのときと同じ。
Live
主に来日アーティストのLive音源を流すコーナー。

### TOSHIBA FUTURE LOUNGE
- (2005年4月-2007年3月) 14:00 - 14:40　提供:TOSHIBA
- 番組を通してのハイライトとなるインタビューや取材が後半に用意されている。
- 「MONDO! WELT! WORLD!」からの継続番組（番組自体は2004年10月スタート）だが、内容はリニューアルされた。

FUTURE PHONIX
- 最初は番組クルーの選曲による、最新の楽曲紹介。未来ヒットセレクションと呼んでいた。

FUTURE TOPICS
- 世界中の気になるイベントのリポートや、話題の（あるいはこれから話題になるであろう）人物にインタビューを行う。主なインタビューにアンダーワールド、田中宥久子、ヴィム・ヴェンダースなど。

### T-STYLE CAFE
- 14:00 - 14:40
- 三つの“T”（今に息づく伝統tradition、卓越した技術technique、そして今をリードするtrend）をキーワードに、時代に求められるコンテンポラリーな感性を探る番組。
- 2009年3月までのタイムテーブル上はSUNTORYの提供表示となっているが、実際のオンエアでは提クレ読みは“IYEMON CHA”であった。同年4月より番組タイトルが“SUNTORY T-STYLE CAFE”から“IYEMON T-STYLE CAFE”に変更された。2010年4月より提供なし。
- 上記の理由から、年に数回、伊右衛門に関係する情報（京都でのお茶会、IYEMON SALON KYOTO、海外進出など）が取上げられ、深掘りされることがある。
- 提供スポンサーであるサントリーへの配慮からか、伊右衛門ではない製品を取上げたこともある（サントリーが発売している高級烏龍茶「大紅袍」、缶コーヒー「BOSS」の話題など）。
- 前番組のTOSHIBA FUTURE LOUNGEのFUTURE TOPICSを40分に拡大したような番組構成。
- 2009年5月2日に放送された『A taste of mid Spring KYOTO』の放送が、2週遅れの5月16日に独立局のα-STATIONでオンエアされた。なおその際には、導入の部分やCMが一部差替えられている。